# Даррелл, Майкл
Майкл Даррелл (англ. Michael Durrell; род. 6 октября 1943 года) — американский телевизионный актёр, известный по ролям Алекса Николаса в «Санта-Барбаре», Джона Мартина в «Беверли-Хиллз, 90210» и Роберта Максвелла в фильмах и сериале «V».

## Биография
Майкл Даррел родился 6 октября 1943 года в Бруклине, вырос в Хартфорде в семье сицилийского обувного мастера, Майкл должен был продолжить семейный бизнес. Даррел поступил в Бостонский университет, где изучал бизнес-экономику. Осознав, что у него нет склонностей к экономике, Майкл переключился на изучение искусства — преподавательница актёрского мастерства сумела убедить отца Даррелла, с которым у юноши начался сложный период во взаимоотношениях, что профессия актёра это достойное ремесло.

## Карьера
Он начал свою карьеру в роли адвоката Петра Векслера на канале CBS в мыльной опере «Направляющий свет». В 1969 году он появился на сцене в «Петух A Дудл Денди» в Нью-Йорке в театральном лицее. Другие роли на телевидении были лейтенант полиции Морага в короткой криминальная драма на канале CBS «Шеннон» (1981—1982), а затем в роли Николаса Стоуна с 1984 по 1985 год на канале CBS в нескольких эпизодах «Алисы».
Другие известные роли были в 1983 году в научно-фантастическом сериале канала NBC под называем «V» и 1984 году в продолжении «V: Последняя битва» как Роберт Максвелл и исполнял свою роль в первых двух эпизодах сериала «V». Так же известен как Ллойд Берджесс в культовом сериале «Мэтлок», где снимался с 1986 по 1990 год и как доктор Джон Мартин, актёр также неоднократно появлялся в роли отца Донны Мартин в популярном молодёжном телесериале на канале Fox «Беверли-Хиллз, 90210».
Кроме постоянных ролей на телевидении на счету актёра множество гостевых появлений в различных популярных шоу: «Звёздный путь: Глубокий космос 9» (эпизоде «Sanctuary»), «Декстер» (эпизод «In The Beginning»), «Династия» (несколько эпизодов), «Без следа» (эпизод «4G»), «Братья и сёстры» (эпизод «Domestic Issues»), «Отчаянные домохозяйки» (несколько эпизодов), «Скорая помощь» (эпизод «A Little Help From My Friends») и др.

## Личная жизнь
Майкл женился на продюсере Шарлотт Савитц, у пары есть дочь Габриель (англ. Gabriele). 

## Избранная фильмография

### Кино
| Кино | Кино                  | Кино                  | Кино                 | Кино                   |
| Год  | Название              | В оригинале           | Обязанности          | Примечания             |
| ---- | --------------------- | --------------------- | -------------------- | ---------------------- |
| 2013 | Рождество в городе    | Christmas In The City | Санта-Клаус          |                        |
| 2010 | Барри Мандей          | Barry Munday          | Отец Уолш            |                        |
| 2008 | Точка опоры           | Pivot                 | н/д                  | короткометражный фильм |
| 2008 | Лысый                 | Bald                  | Мистер Алан Стерн    |                        |
| 2005 | Ходят слухи           | Rumor Has It          | роль не указана      | не указан в титрах     |
| 2005 | Неожиданное испытание | Straight Flush        | Ричард Майкл Крафтон | короткометражный фильм |
| 1995 | Нелегальный блюз      | Illegal In Blue       | Майкл Шнайдер        | сразу на видео         |
| 1994 | Код доступа           | Access Code           | Майкл Барнс          |                        |
| 1992 | Действуй, сестра      | Sister Act            | Ларри Меррик         |                        |
| 1991 | Защищая твою жизнь    | Defending Your Life   | Глава агентства      |                        |
| 1982 | Речная любовь         | Bayou Romance         | Христианин           |                        |
| 1978 | Слава богу — пятница! | Thank God It's Friday | мужчина в баре       |                        |

### Телевидение
| Телевидение | Телевидение             | Телевидение          | Телевидение                             | Телевидение           |
| Год         | Название                | В оригинале          | Обязанности                             | Примечания            |
| ----------- | ----------------------- | -------------------- | --------------------------------------- | --------------------- |
| 2006        | Отчаянные домохозяйки   | Desperate Housewives | Мистер Катцбург                         | 3 эпизода             |
| 1993-2000   | Беверли-Хиллз, 90210    | Beverly Hills, 90210 | Джон Мартин                             |                       |
| 1993-1995   | Отступник               | Renegade             | Говард Хамстер / Судья Чарльз Холлистер | 2 эпизода             |
| 1988-1992   | Мэтлок                  | Matlock              | Ллойд Бёрджесс                          | 22 эпизода            |
| 1987-1988   | Санта-Барбара           | Santa Barbara        | Алекс Николас                           | 73 эпизода            |
| 1983-1987   | Хилл-Стрит Блюз         | Hill Street Blues    | Ирв Любофф                              | 5 эпизодов            |
| 1986        | Династия                | Dynasty              | Сержант Ландерс                         | 2 эпизода             |
| 1984-1985   | Элис                    | Alice                | Николас Стоун                           | 4 эпизода             |
| 1984        | Победа                  | V                    | Роберт Максвелл                         | 2 эпизода             |
| 1984        | Победа: Последняя битва | V: The Final Battle  | Роберт Максвелл                         | 3 эпизода мини-сериал |
| 1983        | Победа                  | V                    | Роберт Максвелл                         | мини-сериал           |
| 1981-1982   | Шеннон                  | Shannon              | Лейтенант Морага                        | 9 эпизодов            |
| 1980-1981   | Я уже взрослая          | I'm A Big Girl Now   | Уолтер Дуглас                           | 11 эпизодов           |
| 1980        | Мыло                    | Soap                 | Ф. Питер Хавершэм                       | 4 эпизода             |
| 1980        | Никто не идеален        | Nobody's Perfect     | Лейтенант Винс Дэ Геннаро               | 8 эпизодов            |